# Манче
Манче (словен. Manče) — поселення у верхів'ях долини річки Віпава в общині Віпава. Висота над рівнем моря: 133,6 метрів.